# نونو سانتوس (بازیکن فوتبال، زاده ۱۹۷۸)
نونو سانتوس (پرتغالی: Nuno Santos؛ زادهٔ ۹ ژوئیهٔ ۱۹۷۸) بازیکن سابق و مربی فوتبال اهل پرتغال است.
از باشگاه‌هایی که در آن بازی کرده‌است می‌توان به باشگاه فوتبال ریبیرائو، باشگاه فوتبال اسپورتینگ پرتغال، باشگاه فوتبال ویتوریا ستوبال، باشگاه فوتبال پنافیل، باشگاه فوتبال ژیل ویسنته، باشگاه فوتبال اسپورتینگ کوویلیا، و باشگاه فوتبال ویتوریا گیمارش اشاره کرد.
وی همچنین در تیم‌های ملی فوتبال زیر ۲۰ سال پرتغال و زیر ۲۱ سال پرتغال بازی کرده‌است.